# Yuri (cantante)
Yuridia Valenzuela Canseco (Veracruz, 6 de enero de 1964), conocida artísticamente como Yuri, es una cantante, actriz y presentadora de televisión mexicana. Comenzó su carrera como cantante adolescente en su país natal. En 1978 lanzó a la venta su primer álbum discográfico, titulado Ilumina tu vida. Alcanzó reconocimiento a partir de su participación en el Festival OTI de la Canción, en 1980. En 1981, con su álbum Llena de dulzura y su sencillo «Maldita primavera» —versión de «Maledetta primavera», de Loretta Goggi—, que alcanzó el éxito internacional en Latinoamérica y España, batió récords de ventas y se convirtió en la primera cantante latinoamericana en ganar discos de oro en Europa.
En la década de 1980 y principios de los años 1990, se consolidó como una de las cantantes de música pop más populares de México y América Latina con éxitos como «Maldita primavera», «Cuando baja la marea», «Es ella más que yo», «Yo te pido amor» «Déjala», «Qué te pasa» (canción que alcanzó la cima del Billboard Hot Latin Songs por 16 semanas), «Detrás de mi ventana» y «De qué te vale fingir», entre otros. 
A finales de los años 1990, puso una pausa a su carrera musical, y durante algunos años se dedicó a la interpretación de música cristiana y predicación de su testimonio. En 2002, regresó a la música comercial con un impacto mucho mayor al de su primera etapa como cantante pop. Ha lanzado más de 30 discos de estudio con ventas aproximadas a 40 millones de discos vendidos en todo el mundo convirtiendo a yuri en una de las cantantes hispanas más exitosas de la historia.[cita requerida]
Como actriz ha participado en algunas telenovelas y películas, siendo su papel más exitoso su personificación de Grizabella en Cats. También fue entrenadora del programa La voz durante dos temporadas. Como presentadora de televisión ha participado en el programa La voz Kids y en el reality show nominado al premio Emmy Internacional, ¿Quién es la máscara?. En 2018, fue galardonada por la Academia Latina de Artes y Ciencias de la Grabación con el premio Grammy Latino a la Excelencia Musical siendo la artista más joven en recibirlo (con 54 años). También recibió en República Dominicana el premio Soberano por la Acroarte a su trayectoria. En 2020 fue interpretada por Stephania de Aranda en Súbete a mi moto.

## Carrera

### Juventud e inicios
Yuridia Valenzuela Canseco nació el 6 de enero de 1964 en el estado de Veracruz. Es hija del médico Carlos Humberto Valenzuela proveniente del estado de Tabasco y de Dulce Canseco. Tuvo dos hermanos, Carlos (fallecido) y Yamily. Durante su infancia y paralelamente a su formación en el colegio en su natal Veracruz, Yuri estudió danza clásica y obtuvo, en un concurso a los once años, una beca para el Ballet Bolshoi de Rusia, que no aprovechó porque sus padres se lo impidieron. En compensación, su madre decidió impulsarla como cantante. Dulce decidió crear un concepto musical llamado La Manzana Eléctrica. Yuri tomó clases de canto en diversos espacios y el grupo debutó en 1976, presentándose en diversos espacios locales en Veracruz, donde interpretaban versiones de artistas como Michael Jackson y Janis Joplin. Ante el éxito local obtenido y gracias al carisma y popularidad de Yuri, el grupo pasó a llamarse Yuri y La Manzana Eléctrica. Fue en esta etapa que Yuri trabó amistad con la popular cantante Celia Cruz, pues Yuri y su grupo solían fungir como teloneros en las presentaciones de Cruz en el puerto de Veracruz. Durante una presentación del grupo, el director de arte y repertorio, y arreglista Julio Jaramillo Arenas, del sello discográfico Gamma descubrió el potencial de la cantante y le propuso grabar su primer disco. Su madre aceptó la propuesta, y desde ese momento se convirtió en su representante. Se mudaron a la Ciudad de México, pero sin el apoyo económico de la familia. 
Julio Jaramillo produjo su primer disco, que incluyó la versión en castellano de You Light Up My Life (Tú iluminas mi vida), de la cantante estadounidense Debby Boone, el cual fue su primer sencillo a nivel nacional. Sin embargo, el disco no obtuvo el éxito anhelado. No obstante, le brindó a Yuri la oportunidad de realizar su primer trabajo de actuación en la película Milagro en el circo (1979), protagonizada por el comediante mexicano Cepillín y colaboró en el programa En familia con Chabelo de la cadena Televisa.
En 1979 Yuri participó en el Festival OTI, en la eliminatoria mexicana, y fue descalificada debido a que el tema Siempre hay un mañana fue un presunto plagio de la canción MacArthurPark de la cantante estadounidense Donna Summer. No obstante, el jurado le otorgó, por voto unánime, el premio a la "Revelación femenina del festival", además de ser la intérprete más joven en participar en el mencionado festival.

### Década de 1980
En 1980, y también bajo la producción de Jaramillo Arenas, Yuri graba su segundo álbum, titulado Esperanzas, con el que alcanzó su primer gran éxito comercial con el tema Esperanzas. En ese mismo año, debuta como actriz de televisión en la popular telenovela mexicana Colorina, protagonizada por Lucía Méndez, para la cadena Televisa. Finalmente actúa también en el melodrama Verónica, al lado de Christian Bach. Su disco se editó también en Centroamérica, Sudamérica, el Caribe y en los Estados Unidos. Los sencillos Primer amor, Goma de mascar y Regresarás se colocaron en los primeros lugares de popularidad en toda América Latina.
En 1981 concursó por segunda ocasión en el Festival OTI y obtuvo el tercer lugar nacional y el Premio a la mejor intérprete femenina con el tema Deja, compuesto por el cantante José María Napoleón. El año siguiente, Yuri lanza a la venta su tercera producción discográfica titulada Llena de dulzura. El disco fue calificado como Disco de oro en toda América Latina, gracias a los temas Mi timidez, Llena de dulzura, Tú y yo, Este amor ya no se toca (versión en castellano de la canción Questo amore non si tocca, del cantante italiano Gianni Bella) y Maldita primavera (versión en castellano de la canción Maledetta primavera, de la cantante italiana Loretta Goggi). También se convirtió en la primera cantante latinoamericana en obtener Disco de oro en España. En ese mismo año grabó el sencillo El pequeño panda de Chapultepec, dedicado al primer panda gigante nacido en cautiverio fuera de China, cuyo sencillo superó el millón de unidades vendidas y posteriormente se incluyó en una reedición del disco.
En 1984, Yuri fue invitada al Festival Internacional de la Canción de Viña del Mar (Chile), y obtuvo la anhelada Antorcha de plata, con lo que se convirtió y batió el récord absoluto de ser la primera cantante mexicana en obtener este galardón. En 1983 continuó el éxito con su cuarto álbum, titulado Yuri (yo te amo, te amo), que incluye uno de sus más grandes éxitos: Yo te amo, te amo, que es la versión en español del tema Se t’amo t’amo, grabado originalmente por la italiana Rosanna Fratello. También filmó su segunda película: Canta Chamo (Secuestro en Acapulco), al lado del grupo musical venezolano Los Chamos. 
En 1984, Yuri lanzó su quinto álbum titulado Karma Kamaleon (en España titulado Ni tú, ni yo). Esta producción contiene la versión en español del tema Karma Chameleon, del grupo británico Culture Club. Yuri participa por tercera ocasión en el Festival OTI con el tema Tiempos mejores, de la autoría de Sergio Andrade. Triunfó en la competencia nacional y representó a México en la etapa internacional, donde obtuvo el tercer lugar y el "Premio a la mejor intérprete del festival".
En 1985 firmó contrato con EMI Music y grabó el álbum Yo te pido amor, con la cual obtuvo una nominación a los Premios Grammy. La cantante colocó en la radio de toda Latinoamérica los éxitos Yo te pido amor, Déjala y Dame un beso. Meses después, Yuri apareció en la revista Playboy, en un estudio realizado bajo la lente de Pompeo Posar. Las ventas de la revista se dispararon, obteniendo ventas récord en su momento y a pesar de que Yuri nunca apareció desnuda. Este logro supuso otro récord de Yuri al convertirse en la primera latina en una portada de Playboy.
En 1986, Yuri lanzó el álbum Yuri, del que se desprenderían los clásicos Es ella más que yo, Hoy me he vuelto a enamorar, Mama Dame y Un corazón herido. El siguiente año participaría por última vez en el festival OTI mexicano con las canciones La locura de vivir de Roberto Ruffi y Señor dueño de Lolita de la Colina, y se produce el que quizás sea el mayor fracaso de su trayectoria artística, ya que sólo obtuvo un voto del jurado y fue eliminada debido a que su presentación es tachada de muy atrevida para aquella época en ese recinto.
En 1987 se edita el exitoso disco Aire. Los sencillos Cuando baja la marea, ¿Qué te pasa? y Amores clandestinos, logran conquistar los primeros lugares de popularidad en todo el continente americano. ¿Qué te pasa? incluso obtuvo el récord en Billboard Hot Latin Tracks como la canción que más tiempo estuvo en el número uno en toda la década de los años 1980, posición en la que permanecería durante 16 semanas consecutivas, y durante un total de 33 semanas en la lista.
Ante tal éxito, Marcos Maynard y Manuel Calderón de CBS (hoy Sony Music) la contrataron para sus filas. De allí surgieron los álbumes Isla del sol, que incluyó ritmos como dance, rap, pop, rock y balada y colocó con gran éxito sencillos como Hombres al borde de un ataque de celos (con el cual volvió al número uno en Billboard Hot Latin Tracks), Imposible amarte como yo, No puedo más y Hola, este último nominado como mejor vídeo a los Premios Grammy. Fue galardonada con el premio internacional Lo Nuestro a la música latina. Es tal el éxito de este álbum que temas tales como Entre mujer y marido e Isla del sol, se colocan también en emisoras de radio en algunos países de América Latina a petición del público, sin necesidad de ser promovidos por la disquera. Inclusive años después el disco ingresa al mercado de Brasil.
Paralelamente, Yuri grabó a dueto con Don Johnson la versión en español de A Better Place (Un lugar mejor).
Aprovechando el gran éxito de Yuri, su antigua disquera, EMi, lanza al mercado el disco Algo de mi vida, que incluía temas ya grabados por Yuri, pero que no fueron editados en México. Entre los temas incluidos se encuentran Siempre hay un mañana, Frente a frente, No sucederá más, Si, soy así, Adiós Manhatan, Casette de amor y Maquillaje (cover del grupo español Mecano). EMi usa como estrategia de venta el incluir el polémico y exitoso sencillo Amores clandestinos, aprovechándose de que aún sonaba en la radio.
En septiembre de 1989 se editaría su décima producción discográfica, Sui Generis, del cual se desprenden los sencillos Embrujada (Estoy), Me tienes que querer, Tienes el control de mi corazón y Mi vecina, aunque en la radio mexicana suena también Es inútil ya.

### Década de 1990
Tras divorciarse de su primer esposo, Yuri dio un giro a su carrera, y graba bajo la dirección del productor Mariano Pérez el álbum Soy libre, mismo que a los tres meses de haber salido al mercado había vendido más de medio millón de copias y del cual se desprenden los sencillos: Quién eres tú, Sabes lo que pasa, Todo mi corazón, El apagón y Un romance.
Por segunda ocasión, Yuri aparece en la revista Playboy y presentó un espectáculo titulado Sin límites, mismo que recibe el reconocimiento del público y la crítica por su destacada calidad, que llevó a la prensa y a sus fanáticos a compararla con la cantante Madonna: la nombran "la Madonna mexicana", lo cual desató tal polémica que hasta importantes programas estadounidenses, como Hard Copy, dedicaron tiempo a hablar de esta similitud, En 1991, Yuri retoma su faceta de actriz y filmó la cinta Soy libre, dirigida por Juan Antonio de la Riva y en donde alterna con Omar Fierro y Christian Bach.
En 1992, Yuri lanza su decimosegundo álbum, titulado Obsesiones, el cual vuelve a ser producido por Mariano Pérez. El disco incluye el tema Decir adiós, versión en español del tema As Time Goes By (banda sonora de la película Casablanca). El disco también incluye el tema Química perfecta, a dueto con el salsero Luis Enrique), así como los temas Así es la vida y Poligamia'.
En 1993, Yuri lanza el álbum Nueva Era con el productor Alejandro Zepeda, que contiene las canciones Detrás de mi ventana (de la autoría de Ricardo Arjona), Amiga mía y Si falta el amor. También suenan en algunos países Yo sé y Celia mix, este último, un medley de algunos éxitos de Celia Cruz.
En 1994, Yuri vuelve a la televisión pero ahora como presentadora del show cómico-musical No te muevas. En ese mismo año, acepta protagonizar la telenovela mexicana Volver a empezar, estelarizada junto al cantante puertorriqueño Chayanne para la cadena Televisa.En 1995, actuó de nuevo en el Festival Internacional de la Canción de Viña del Mar. El ritmo de trabajo devastó la salud de la cantante y se le detectaron tumores en las cuerdas vocales, lo cual la llevó a caer en depresión. En ese año lanza el álbum Espejos del alma, que obtendría regular éxito en la radio debido a las pocas presentaciones de Yuri por sus problemas de salud. De este disco destacan los temas De qué te vale fingir, Qué sabes tu del amor, Mueve tu cuerpo y Engáñame. En este mismo año, Yuri causa revuelo al abrazar la fe cristiana y adherirse a la Iglesia evangélica. Como actriz, estelarizó la película cristiana Altos instintos, al lado de Fernando Ciangherotti.
Yuri participa en el disco Boleros por amor y desamor, bajo el sello de Fonovisa y en el cual interpreta el tema El espejo.
En 1996, Yuri graba el disco Más fuerte que la vida, disco que incluyó algunos de sus éxitos en versión ranchera y la canción cristiana que le dio nombre al álbum. Durante 1997 Yuri filmó la cinta autobiográfica, Yuri, mi verdadera historia, al lado de la cantante María del Sol y la actriz Norma Herrera. En la película refleja su infelicidad a pesar de sus triunfos, fama y dinero. Además, deja ver lo frívolo del medio del espectáculo, cosa que causó polémica en su momento de lanzamiento. Empezó a dar testimonio de su conversión en infinidad de foros. Graba también el casete titulado Mi testimonio, que se distribuye solo en librerías protestantes en toda América Latina, para contar su acercamiento a Dios.
Siguiendo esta lógica, el siguiente año es invitada por Manolo Calderón a formar parte del sello Polygram y graba el álbum Huellas, un disco completo de canciones cristianas. Yuri deja atrás su imagen pública de sex symbol y escribe el tema: María Magdalena. El sencillo ¿Y tú cómo estás? ocupó los primeros sitios de popularidad en América Latina, en Billboard y en México. Suenan también los sencillos Soy feliz y Hoy que estamos juntos, a dúo con su esposo. Este último es desbancado rápidamente de la lista de los diez primeros por la versión de Jennifer Lopez y Marc Anthony con una letra muy distinta sobre el desamor, ya que Yuri hablaba de Dios en su versión.
La exitosa carrera discográfica de Yuri comenzó a decaer y, debido a estos cambios, y a la indiferencia de Yuri por seguir en la música secular, perdería fanes y contratos. Comenzó a dedicarse únicamente a su público cristiano, y realizó conciertos con canciones de alabanza y testimonio de fe. Cuando estaba distribuyéndose el sencillo Ven y tócame, Yuri considera retirarse de los escenarios.

### Década de 2000
Yuri decide regresar a la música secular a mediados de 2001 convencida por sus seguidores y hace algunas presentaciones en televisión con nuevos arreglos de sus antiguos éxitos. No fue sino hasta el año 2002 cuando Yuri retorna de manera formal con el lanzamiento de su disco Enamorada, donde deja a un lado los temas religiosos y retoma los temas de amor y desamor. De este álbum se desprende un único éxito, la bachata Ya no vives en mí. También realiza una actuación especial en la telenovela infantil Vivan los niños.
En 2003, Yuri firmaría de nueva cuenta con Sony Music y grabaría a petición de la disquera un disco de música ranchera, titulado Yuri, en el cual se incluyen duetos con artistas de renombre, como Vicente Fernández, Ana Bárbara, Mijares, Pandora y Lupe Esparza.
En 2005, y por tres temporadas consecutivas, Yuri se convirtió en la conductora del reality Show musical "Objetivo Fama", grabado en Puerto Rico, y en 2006 se editó un disco de covers a dueto con Mijares, titulado Acompáñame, cuyo primer sencillo Callados, logra colocarse en el gusto del público. El disco obtuvo disco de platino, aunque en la radio no logra el éxito anhelado. Al mismo tiempo, inició la gira Cantar por cantar, junto a Mijares y a Ricardo Montaner. Además, participó como parte del jurado del reality Cantando por un sueño, de la cadena Televisa junto a Montaner, Adrián Posse y Susana Zabaleta durante tres temporadas.
Yuri abandona Sony Music y en 2007 presentó un concierto de éxitos en el Teatro de la Ciudad Esperanza Iris de la Ciudad de México, mismo que es grabado para un DVD y CD, editado a principios del mes de septiembre del mismo año con el título Vive la historia, en el que incluye el tema Y llegaste tú, del disco Acompáñame, que se coloca rápidamente en los primeros lugares, y obtuvo reconocimientos por sus altas ventas.
En enero de 2008 Manolo Calderón la invita a formar parte del sello Televisa EMI Music. Televisa también la invita para animar el programa dominical Noche de Estrellas, en el que se popularizaron los duetos en los que Yuri participaba con sus artistas invitados, de los cuales destacaron los que realizó con Lupita D'alessio, Enrique Iglesias y Juanes.
En diciembre del mismo año salió a la venta su nuevo álbum pop titulado Mi hijita linda, en donde graba a petición de la disquera temas de antaño de estilo cumbanchero que pretendían continuar con el concepto de El Apagón, además de incluir un dueto con Nigga/DJ Flex: La Mucura.
En 2009, Yuri se presenta con gran éxito en el Auditorio Nacional de la Ciudad de México. Firmó con Warner Music y el 20 de octubre se publicó un CD-DVD de sus recientes presentaciones en el Auditorio, llamado El concierto, y obtiene disco de oro a los pocos días de haber sido lanzado. Así mismo, resulta ganadora del galardón Lunas del Auditorio como "Mejor show balada", que presenta con rotundo éxito a fines de noviembre en el Auditorio Telmex de Guadalajara y, por quinta ocasión en el año, en el Auditorio Nacional.

### Década de 2010
En 2010, Yuri funge como presentadora estelar del programa Segundo Campeonato Mundial de Baile y anuncia su participación en la tercera temporada de Mujeres Asesinas interpretando el tema oficial Con las manos atadas. Bajo la producción de Scott Erickson, Yuri lanza el álbum Inusual, que consiguió disco de oro tan solo dos días después de ser lanzado. Este disco consigue éxito en países como Chile y México y de él se desprende el sencillo Arrepentida y Estoy Cansada, además de algunos versiones de la cantante argentina Valeria Lynch. También participó en el Teletón de Chile y grabó el tema central de la teleserie chilena Infiltradas, titulada Por el amor de un hombre de la autoría de Juan Andrés Ossandón, y estuvo presente en el Festival de Viña del Mar 2011 como jurado y cantando en la primera noche, además de conducir el programa satélite Fiebre de Viña.
El 27 de septiembre de 2011 lanza al mercado el álbum, Mi tributo al festival, donde rinde homenaje al desaparecido Festival OTI. En este disco, Yuri interpreta de manera magistral las canciones ganadoras de dicho festival. El primer sencillo es Ay amor, de la cantautora Ana Gabriel.
Yuri lanzó la segunda parte de este disco en el año 2012 usando como sencillo el tema El triste, popularizado por José José. El mismo año conduce un programa de variedades transmitido los sábados de cada mes, llamado Una noche con Yuri para Televisa.
En agosto de 2014, Yuri se anuncia su participación como entrenador de la cuarta temporada de La Voz... México al lado de Ricky Martin, Laura Pausini y Julión Álvarez. En septiembre del mismo año se lanza un segundo sencillo titulado Duele que interpreta al lado de la banda mexicana Reik con una gran aceptación por parte del público y la prensa latinoamericana. El disco salió a la venta el 14 de abril de 2015 en tiendas de discos físicas y digitales.
En 2016, Yuri nuevamente firma contrato con Sony Music México y graba su álbum Primera fila: Yuri, donde canta en vivo sus éxitos. En febrero de 2017, lanza el primer sencillo inédito del disco, titulado Perdón, que se lanzó a la venta en 2017 y certificó platino por 60.000 copias vendidas en México.
En 2017, Yuri se convierte en la conductora de la edición mexicana de La voz... Kids, y a mediados del mismo año repite como entrenador en la sexta temporada de La Voz... México al lado de Carlos Vives, Maluma y Laura Pausini. En 2018 es llamada como entrenador en el programa la Voz Kids Colombia, al lado de cantantes como Andrés Cepeda, Fanny Lu y Sebastián Yatra.
En 2018, Yuri incursiona por primera vez en el teatro musical con el musical Cats en su versión mexicana interpretando el personaje estelar. A finales de ese año, la Academia Latina de Artes y Ciencias de la Grabación otorga a Yuri el Premio Grammy a la excelencia musical en una ceremonia efectuada en Las Vegas, convirtiéndola en la primera artista de Veracruz en ganar el galardón, y la más joven en ganar en esa categoría, con 54 años.
En 2018, Yuri une fuerzas con el grupo mexicano Pandora para realizar una gira musical titulada Juntitas Tour. El 22 de agosto del mismo año lanzó junto a Natalia Jiménez el sencillo Una Mentira Más, con el que obtuvo disco de platino.

### Década de 2020
En 2021, su compañía discográfica Sony Music México, decide celebrar sus 45 años de trayectoria artística. Con una gran producción y más de 40 músicos en escena, la cantante compartió escenario con trece artistas para cantar las canciones más emblemáticas de sus colegas y realizar de ello un disco llamado "Celebrando A Una Leyenda", en el Teatro Juárez de Guanajuato. El disco salió a la venta el 10 de diciembre del mismo año.
Además, es entrenadora del reality show de canto La Voz Chile, con el dúo de salsa urbana cubano Gente de Zona y los chilenos Camila Gallardo y Beto Cuevas.

## Influencia y legado
En España, fue la primera mujer latinoamericana en certificar disco de oro en el año 1982 con su disco Llena de Dulzura y gracias al sencillo "Maldita Primavera".
Yuri se ha convertido en la tercera cantante femenina con más presentaciones en un año en el Auditorio Nacional, igualando a Fey y Belinda.
Su tema Que te pasa tiene récord como la canción de una cantante femenina que más tiempo permaneció en el puesto #1 del Hot Latin Songs (un total de 16 semanas), el chart más importante de Billboard en la industria musical latina. Además, forma parte de la lista  Greatest Of All Time Hot Latin Songs, en el puesto número 24.
Fue la primera cantante mexicana en obtener una Antorcha de Plata en el Festival de Viña del Mar y es la mexicana con más presentaciones en dicho festival.
Varias de sus canciones forman parte del exitoso musical Mentiras, basado en éxitos musicales de los 80, de igual manera existe un personaje llamado Yuri en su honor. 
En el año 2021, Sony Music decide celebrar sus 45 años de trayectoria artística con un álbum llamado "Celebrando A Una Leyenda" que cuenta con la participación de 19 artistas de distintos géneros musicales.

## Vida personal
Durante una entrega de premios en 1986, Yuri, apoyada por su amigo Luis Miguel, se fugó con Fernando Iriarte, hijo de la periodista mexicana Maxine Woodside. Tiempo después se casó con él, sin embargo, el matrimonio concluyó en divorcio en 1989.[cita requerida]
Desde 1995 hasta la fecha, Yuri está casada con el cantante chileno Rodrigo Espinoza, miembro de la banda musical Aleste. En 2009, anunció la adopción de una niña de 7 meses llamada Camila.

## Discografía
Yuri ha vendido más de 30 millones de discos en todo el mundo, lo que la convierte en una de las artistas latinas más exitosas de todos los tiempos.

### Álbumes
- 1978: Ilumina tu vida
- 1980: Yuri [1980] (Esperanzas)
- 1981: Llena de dulzura
- 1983: Yuri (yo te amo, te amo)
- 1984: Ni Tú, ni yo
- 1984: Karma Kamaleon
- 1985: Yo te pido amor
- 1986: Yuri (Un corazón herido)
- 1987: Aire
- 1988: Isla del Sol
- 1989: Sui generis
- 1991: Soy libre
- 1992: Obsesiones
- 1993: Nueva era
- 1994: Reencuentros
- 1995: Espejos del alma
- 1996: Más fuerte que la vida
- 1998: Huellas
- 2000: Que tu fe nunca muera
- 2002: Enamorada
- 2004: Yuri (A lo mexicano)
- 2006: Acompáñame
- 2007: Vive la historia
- 2008: Mi hijita linda
- 2009: El concierto
- 2010: Inusual
- 2011: Mi Tributo al Festival
- 2013: Mi Tributo al Festival II
- 2015: Invencible
- 2017: Primera fila: Yuri
- 2021: Celebrando a una leyenda
- 2025: Yuri y sus amigos del regional mexicano

## Giras
- 1987: Yuri (Es ella más que yo)
- 1988: Isla del Sol
- 1993: Tour Obsesiones
- 1994: Gira Nueva Era
- 1996-1997: Gira Espejos del Alma
- 1998: Gira Más Fuerte Que Nunca
- 1999-2000: Tour Huellas
- 2001-2002: Gira Que la Nunca Muera
- 2003-2004: Tour Enamorada
- 2005: Tour A Lo Mexicano
- 2006-2007: Tour Vive la Historia
- 2008-2009: Yuri en Concierto
- 2011: Tour Inusual
- 2012-2013: Tour Mi Atributo al Festival
- 2014: Yuri en Concierto 2014
- 2015-2017: Invencible Tour
- 2017: Tan Cerquita Tour
- 2017-2019: Juntitas Tour con Pandora
- 2022-2023: Euforia Tour
- 2025: Icónica Tour

## Cine y televisión

### Cine
| Título                      | Año  | Papel      |
| --------------------------- | ---- | ---------- |
| Milagro en el circo         | 1978 | Lily       |
| Secuestro en Acapulco       | 1983 | Rosita     |
| Siempre en domingo          | 1984 | Ella misma |
| Soy libre                   | 1991 | Mariana    |
| Altos instintos             | 1997 |            |
| Yuri, mi verdadera historia | 1999 | Ella Misma |

### Televisión
| Título                                                   | Año       | Papel                            |
| -------------------------------------------------------- | --------- | -------------------------------- |
| Verónica                                                 | 1979-1980 | Norma                            |
| Colorina                                                 | 1980      | Italia "Ita" Ferrari             |
| El show de las estrellas                                 | 1983-1989 | Invitada Especial                |
| No te muevas                                             | 1993      | Presentadora                     |
| Volver a empezar                                         | 1994-1995 | Renata "Reny" Jiménez / Chaquira |
| ¡Vivan los niños!                                        | 2002      | Regina                           |
| La hora pico                                             | 2002      | Ella misma                       |
| Objetivo fama                                            | 2006-2008 | Presentadora                     |
| Cantando por un sueño                                    | 2006      | Jurado                           |
| La fea más bella                                         | 2007      | Ella Misma                       |
| Noche de Estrellas                                       | 2008      | Presentadora                     |
| Segundo Campeonato Mundial de Baile                      | 2010      | Presentadora                     |
| Pequeños Gigantes                                        | 2011      | Invitada                         |
| Fiebre de Viña                                           | 2011      | Jurado                           |
| Pequeños Gigantes 2                                      | 2012      | Invitada                         |
| LII Festival Internacional de la Canción de Viña del Mar | 2011      | Participación musical            |
| Una noche con Yuri (programa mensual)                    | 2012      | Presentadora                     |
| Desmadruga2                                              | 2012      | Invitada especial                |
| Todo incluido                                            | 2013      | Ella misma                       |
| La Voz... México (4.ª edición)                           | 2014      | Entrenadora                      |
| La Voz... México (5.ª edición)                           | 2016      | Presentadora en la final         |
| La Voz... Kids (México) (1.ª edición)                    | 2016-2017 | Conductora                       |
| La Voz... México (6.ª edición)                           | 2017      | Entrenadora                      |
| La voz Kids (Colombia) (3.ª edición)                     | 2018      | Asesora / Coentrenadora          |
| The Suso's Show                                          | 2018      | Invitada especial                |
| Mira quién baila, All stars                              | 2019      | Jueza                            |
| ¿Quién es la máscara?                                    | 2019      | Jueza                            |
| La Voz... Kids (México) (2.ª edición)                    | 2019      | Conductora                       |
| ¿Quién es la máscara?'' (2a. edición)                    | 2020      | Jueza                            |
| ¿Quién es la máscara?'' (2a. edición Teletón)            | 2020      | Conductora                       |
| ¿Quién es la máscara?'' (3a. edición)                    | 2021      | Jueza                            |
| La Más Draga (México)'' (4a. temporada)                  | 2021      | Jueza Invitada                   |
| Mi fortuna es amarte                                     | 2022      | Ella misma                       |
| The Voice Chile (3.ª edición)                            | 2022      | Entrenadora                      |
| ¿Quién es la máscara?'' (4a. edición)                    | 2022      | Jueza                            |
| Secretos de las indomables                               | 2023      | Reparto principal                |
| ¿Quién es la máscara?'' (5a. edición)                    | 2023      | Jueza                            |

## Premios y reconocimientos
| Premiación                    | Año  | Categoría                                  | Trabajo                       | Resultado |
| ----------------------------- | ---- | ------------------------------------------ | ----------------------------- | --------- |
| Lunas del Auditorio           | 2008 | Mejor balada del año                       | Ella misma                    | Nominada  |
| Lunas del Auditorio           | 2009 | Mejor balada del año                       | Ella misma                    | Ganadora  |
| Lunas del Auditorio           | 2011 | Mejor balada del año                       | Ella misma                    | Nominada  |
| Lunas del Auditorio           | 2018 | Mejor balada del año                       | Ella misma                    | Nominada  |
| Premio ACE                    | 1990 | Cantante más destacada del año             | Ella misma                    | Ganadora  |
| Premio Aplauso                | 1992 | Mejor cantante femenina                    | Ella misma                    | Ganadora  |
| Premio Bravo                  | 2010 | Trayectoria artística                      | Ella misma                    | Ganadora  |
| Premio El Heraldo             | 1991 | Mejor show                                 | Ella misma                    | Ganadora  |
| Premio España                 | 1983 | Revelación internacional                   | Ella misma                    | Ganadora  |
| Premios ERES                  | 1990 | Mejor show                                 | Mejor show                    | Ganadora  |
| Premios ERES                  | 1990 | Mejor cantante femenina                    | Ella misma                    | Nominada  |
| Premios ERES                  | 1991 | Mejor show                                 | Ella misma                    | Ganadora  |
| Premios ERES                  | 1992 | Mejor show                                 | Ella misma                    | Ganadora  |
| Premios ERES                  | 1993 | Mejor show                                 | Ella misma                    | Ganadora  |
| Premios ERES                  | 1993 | Mejor cantante femenina                    | Ella misma                    | Ganadora  |
| Premios ERES                  | 1994 | Mejor show femenino                        | Ella misma                    | Ganadora  |
| Premios ERES                  | 1994 | Mejor Tema de Telenovela                   | Volver a empezar              | Ganadora  |
| Premios ERES                  | 1995 | Mejor show femenino                        | Ella misma                    | Ganadora  |
| Premio Galardón a los Grandes | 1980 | Reconocimiento especial                    | Ella misma                    | Ganadora  |
| Premio Galardón a los Grandes | 1981 | Reconocimiento especial                    | Ella misma                    | Ganadora  |
| Premio Galardón a los Grandes | 1982 | Reconocimiento especial                    | Ella misma                    | Ganadora  |
| Premio Galardón a los Grandes | 1983 | Reconocimiento especial                    | Ella misma                    | Ganadora  |
| Premio Galardón a los Grandes | 1984 | Reconocimiento especial                    | Ella misma                    | Ganadora  |
| Premio Galardón a los Grandes | 1985 | Reconocimiento especial                    | Ella misma                    | Ganadora  |
| Premio Galardón a los Grandes | 1986 | Reconocimiento especial                    | Ella misma                    | Ganadora  |
| Premio Galardón a los Grandes | 1987 | Reconocimiento especial                    | Ella misma                    | Ganadora  |
| Premio Galardón a los Grandes | 1988 | Reconocimiento especial                    | Ella misma                    | Ganadora  |
| Premio Galardón a los Grandes | 1989 | Reconocimiento especial                    | Ella misma                    | Ganadora  |
| Premio Galardón a los Grandes | 1990 | Reconocimiento especial                    | Ella misma                    | Ganadora  |
| Premio Galardón a los Grandes | 1991 | Reconocimiento especial                    | Ella misma                    | Ganadora  |
| Premio Galardón a los Grandes | 1992 | Reconocimiento canción                     | El Apagón                     | Ganadora  |
| Premio Galardón a los Grandes | 1993 | Reconocimiento especial                    | Ella misma                    | Ganadora  |
| Premio Galardón a los Grandes | 1997 | Reconocimiento especial                    | Ella misma                    | Ganadora  |
| Premio Grammy                 | 1986 | Mejor interpretación pop latino            | Yo Te Pido Amor               | Nominada  |
| Premio Grammy Latino          | 2018 | A la excelencia musical                    | Ella misma                    | Ganadora  |
| Premio Lo Nuestro             | 1988 | Canción pop del año                        | Qué Te Pasa                   | Ganadora  |
| Premio Lo Nuestro             | 1988 | Artista femenina pop del año               | Ella misma                    | Nominada  |
| Premio Lo Nuestro             | 1989 | Mejor álbum pop del año                    | Aire                          | Ganadora  |
| Premio Lo Nuestro             | 2021 | Canción del año pop-balada                 | Una Mentira Más               | Nominada  |
| Premio Lo Nuestro             | 2021 | Colaboración pop del año                   | Una Mentira Más               | Nominada  |
| Premios Festival OTI          | 1979 | Premio a la Revelación                     | Ella misma                    | Ganadora  |
| Premios Festival OTI          | 1982 | Mejor Cantante del Año                     | Deja                          | Ganadora  |
| Premios Festival OTI          | 1984 | Mejor Intérprete                           | Tiempos Mejores               | Ganadora  |
| Premios Oye!                  | 2007 | Trayectoria artística                      | Ella misma                    | Ganadora  |
| Premios Soberano              | 2018 | Trayectoria artística                      | Ella misma                    | Ganadora  |
| Premios TVyNovelas            | 1989 | Cantante de mayor proyección internacional | Ella misma                    | Ganadora  |
| Premios TVyNovelas            | 1991 | Mejor cantante internacional               | Ella misma                    | Ganadora  |
| Premios TVyNovelas            | 1992 | Proyección en el extranjero                | Ella misma                    | Ganadora  |
| Premios TVyNovelas            | 1994 | Telenovela de mayor Índice de audiencia    | Volver a empezar              | Ganadora  |
| Monitor Latino                | 2014 | Trayectoria artística                      | Ella misma                    | Ganadora  |
| Premio Festival Viña del Mar  | 1984 | Antorcha de Plata                          | Ella misma                    | Ganadora  |
| Premio Festival Viña del Mar  | 1991 | Gaviota de Plata                           | La maldita primavera          | Ganadora  |
| Premio Festival Viña del Mar  | 1991 | Gaviota de Plata                           | Soy Libre                     | Ganadora  |
| Premio Festival Viña del Mar  | 1991 | Miss simpatía y la artista más popular     | Ella misma                    | Ganadora  |
| Premio Festival Viña del Mar  | 1991 | Reina del festival                         | Ella misma                    | Ganadora  |
| Premio Festival Viña del Mar  | 2011 | Antorcha de Plata                          | Es ella más que yo            | Ganadora  |
| Premio Festival Viña del Mar  | 2011 | Antorcha de Oro                            | Este amor no se toca          | Ganadora  |
| Premio Festival Viña del Mar  | 2011 | Gaviota de Plata                           | Hombres al borde de un ataque | Ganadora  |
| Premio Festival Viña del Mar  | 2019 | Gaviota de Oro                             | Ya no vives en mí             | Ganadora  |
| Premio Festival Viña del Mar  | 2019 | Gaviota de Plata                           | Todo mi corazón               | Ganadora  |